# Steven Mathijs Snouck Hurgronje
Steven Mathijs Snouck Hurgronje (Surabaya (Oost-Java), 20 februari 1913 - Zwolle, 8 juni 1998) was een Nederlandse burgemeester. Hij was lid van de Christelijk-Historische Unie (CHU).
Steven Mathijs Snouck Hurgronje, lid van de familie Snouck Hurgronje, was in 1945 waarnemend burgemeester van Maurik. Op 5 februari 1947 werd hij benoemd tot burgemeester van Hoevelaken. Vanaf 16 juni 1958 was hij burgemeester van Avereest tot zijn pensionering op 11 oktober 1977.
Snouck Hurgronje was getrouwd en had vier kinderen. Hij was Ridder in de Orde van Oranje-Nassau.